# 白緣頭鯰
白緣頭鯰，為輻鰭魚綱鯰形目擬油鯰科的其中一種，為熱帶淡水魚類，分布於南美洲蓋亞那Tukeit流域，體長可達8.5公分，棲息在沙石底質有沉積物的底層水域，生活習性不明。